# Lijst van nummer 1-hits in Duitsland in 1985
Deze hits stonden in 1985 op nummer 1 in de Musikmarkt Top 75, de bekendste hitlijst in Duitsland.
| Datum        | Artiest         | Titel                                    |
| ------------ | --------------- | ---------------------------------------- |
| 4 januari    | Band Aid        | Do they know it's Christmas?             |
| 11 januari   | Band Aid        | Do they know it's Christmas?             |
| 18 januari   | Murray Head     | One night in Bangkok                     |
| 25 januari   | Murray Head     | One night in Bangkok                     |
| 1 februari   | Tears for Fears | Shout                                    |
| 8 februari   | Tears for Fears | Shout                                    |
| 15 februari  | Tears for Fears | Shout                                    |
| 22 februari  | Tears for Fears | Shout                                    |
| 1 maart      | Modern Talking  | You're My Heart, You're My Soul          |
| 8 maart      | Modern Talking  | You're My Heart, You're My Soul          |
| 15 maart     | Modern Talking  | You're My Heart, You're My Soul          |
| 22 maart     | Modern Talking  | You're My Heart, You're My Soul          |
| 29 maart     | Modern Talking  | You're My Heart, You're My Soul          |
| 5 april      | Modern Talking  | You're My Heart, You're My Soul          |
| 12 april     | Opus            | Live is life                             |
| 19 april     | Opus            | Live is life                             |
| 26 april     | Opus            | Live is life                             |
| 3 mei        | Opus            | Live is life                             |
| 10 mei       | Opus            | Live is life                             |
| 17 mei       | Opus            | Live is life                             |
| 24 mei       | Opus            | Live is life                             |
| 31 mei       | Modern Talking  | You can win if you want                  |
| 7 juni       | Paul Hardcastle | 19                                       |
| 14 juni      | Paul Hardcastle | 19                                       |
| 21 juni      | Paul Hardcastle | 19                                       |
| 28 juni      | Paul Hardcastle | 19                                       |
| 5 juli       | Paul Hardcastle | 19                                       |
| 12 juli      | Paul Hardcastle | 19                                       |
| 19 juli      | Falco           | Rock me Amadeus                          |
| 26 juli      | Falco           | Rock me Amadeus                          |
| 2 augustus   | Falco           | Rock me Amadeus                          |
| 9 augustus   | Falco           | Rock me Amadeus                          |
| 16 augustus  | Tina Turner     | We don't need another hero (Thunderdome) |
| 23 augustus  | Tina Turner     | We don't need another hero (Thunderdome) |
| 30 augustus  | Tina Turner     | We don't need another hero (Thunderdome) |
| 6 september  | Tina Turner     | We don't need another hero (Thunderdome) |
| 13 september | Sandra          | (I'll never be) Maria Magdalena          |
| 20 september | Sandra          | (I'll never be) Maria Magdalena          |
| 27 september | Sandra          | (I'll never be) Maria Magdalena          |
| 4 oktober    | Sandra          | (I'll never be) Maria Magdalena          |
| 11 oktober   | Modern Talking  | Cheri, cheri lady                        |
| 18 oktober   | Modern Talking  | Cheri, cheri lady                        |
| 25 oktober   | Modern Talking  | Cheri, cheri lady                        |
| 1 november   | Modern Talking  | Cheri, cheri lady                        |
| 8 november   | a-ha            | Take on me                               |
| 15 november  | a-ha            | Take on me                               |
| 22 november  | a-ha            | Take on me                               |
| 29 november  | a-ha            | Take on me                               |
| 6 december   | a-ha            | Take on me                               |
| 13 december  | Elton John      | Nikita                                   |
| 20 december  | Elton John      | Nikita                                   |
| 27 december  | Elton John      | Nikita                                   |